# Maria Kubacka
Maria Marta Kubacka (ur. 24 marca 1943 w Kraczewie) – polska działaczka ludowa, poseł na Sejm PRL VII kadencji.

## Życiorys
W 1966 ukończyła studia na Wydziale Rolniczym Wyższej Szkole Rolniczej w Poznaniu. W ich trakcie wstąpiła do Związku Młodzieży Wiejskiej, przystąpiła też potem do uczelnianego koła Zjednoczonego Stronnictwa Ludowego. Po uzyskaniu wykształcenia wyższego rozpoczęła w 1966 pracę w Kombinacie PGR Żydowo. Na początku lat 70. zatrudniona była w Banku Rolnym w Tomaszowie Lubelskim, skąd w 1974 została przeniesiona do pracy w Banku Spółdzielczym w Krynicach. Była członkiem m.in. Gminnego Komitetu ZSL w Krynicach. W 1976 uzyskała mandat posła na Sejm PRL w okręgu Zamość. Zasiadała w Komisji Budownictwa i Przemysłu Materiałów Budowlanych, w której była zastępcą przewodniczącego, oraz w Komisji Planu Gospodarczego, Budżetu i Finansów.